# Acalolepta ussuriensis
Acalolepta ussuriensis là một loài bọ cánh cứng trong họ Cerambycidae.